# FGR-17 Viper

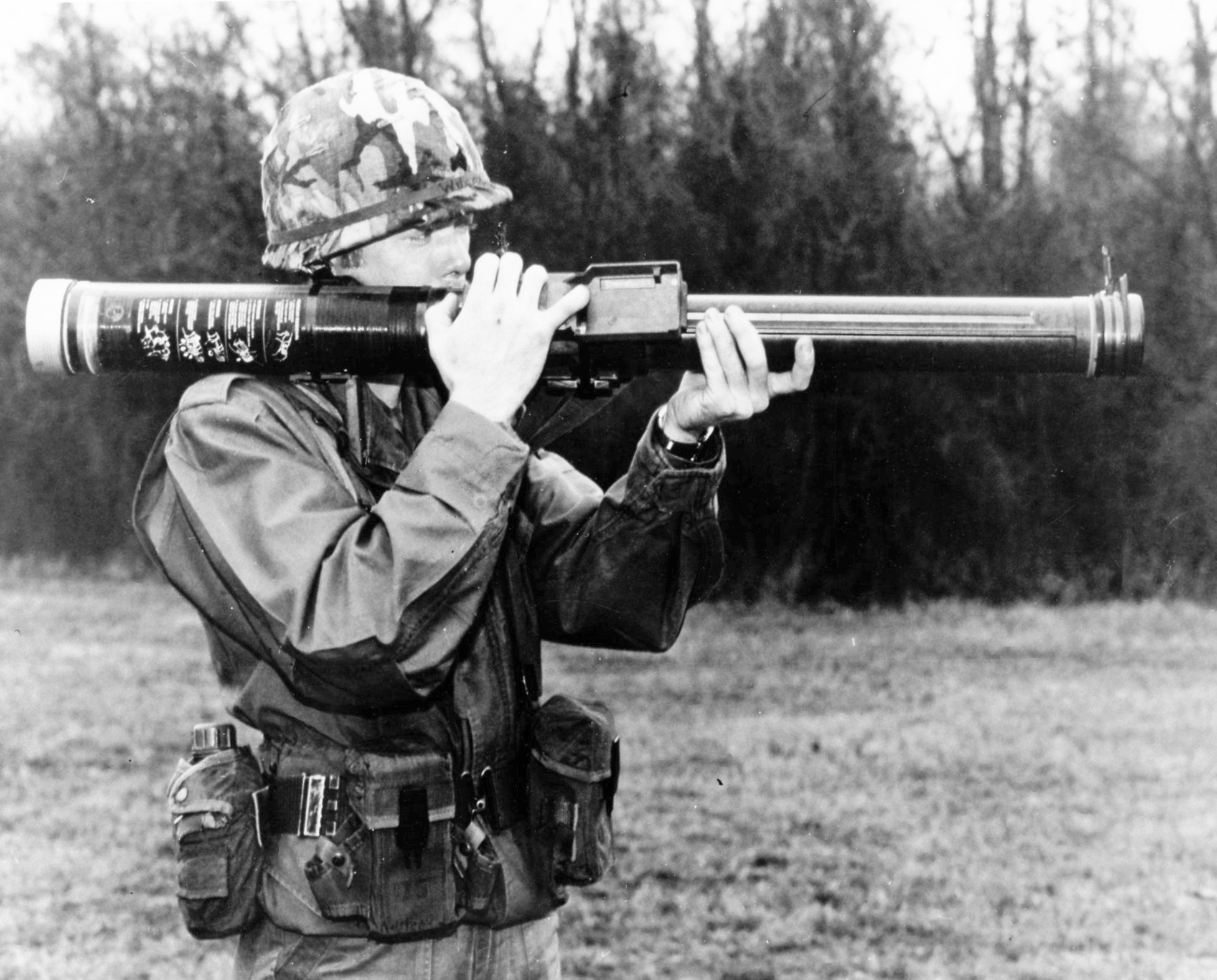
Pressefoto der US-Army, 1981

Bei der FGR-17 Viper handelte es sich um eine ungelenkte Panzerabwehrhandwaffe der General Dynamics Pomona Division in Pomona, Kalifornien, für die Panzerabwehr auf Nahdistanz.
Als Ersatz für die LAW72 gedacht wurde die Viper ab 1975 im Rahmen des Improved LAW-Programms entwickelt. Die Bezeichnung Viper erhielt sie jedoch erst 1976. Von Seiten der US Army war das Viper Project Office zuständig, welches auch die Entwicklung der AT4 und der FGM-148 Javelin betreute.
Ab 1982 mit einem geplanten Volumen von 90.000 Stück produziert, wurde die Produktion im Oktober 1983 bereits wieder eingestellt. Die Waffe hatte nicht nur Probleme mit ihrer Leistung, sondern war auch gegenüber statischer Elektrizität sehr empfindlich. Außerdem wurden die Kosten pro Einheit zu groß.
Ähnlich wie die LAW72 konnte die 3,73 kg schwere Viper nur einmal benutzt werden. Sie bestand aus einem zweiteiligen Abschussrohr aus glasfaserverstärktem Kunststoff, welches ineinandergeschoben nur 695 mm lang war. In der inneren Röhre befand sich die 70-mm-Granate. Zum Abschuss wurden die Röhren auf 1130 mm auseinandergezogen. Außen am Rohr befanden sich die Schussauslösevorrichtung, eine Metallschulterstütze, und zur Visierung eine verstellbare Lochkimme und das Korn.
Die Einsatzschussweite betrug 250 m, die Maximalschussweite 500 m bei einer Mündungsgeschwindigkeit von 255 m/s. Die Durchschlagskraft der durch 10 Flügel stabilisierten Granate betrug rund 400 mm RHA.

## Belege
- Andreas Parsch, General Dynamics FGR-17 Viper, auf URL: http://www.designation-systems.net/..., Stand 13. August 2008.
- Reiner Lidschun, Günter Wollert, Wilfried Kopenhagen, Infanteriewaffen (1945-1985), Reihe: Illustrierte Enzyklopädie der Infanteriewaffen aus aller Welt, 5. Auflage, Brandenburgisches Verlagshaus in der Dornier Medienholding, Berlin, 1998, Seiten 473 und 474, ISBN 3-89488-057-0